# Нижегородская духовная семинария
Нижегородская духовная семинария — высшее учебное заведение Нижегородской епархии Русской православной церкви. Расположена на территории Благовещенского монастыря; до 1918 года находилась в построенном для неё здании на площади Минина и Пожарского, где ныне размещён один из корпусов Нижегородского педагогического университета.

## История

### До 1917 года

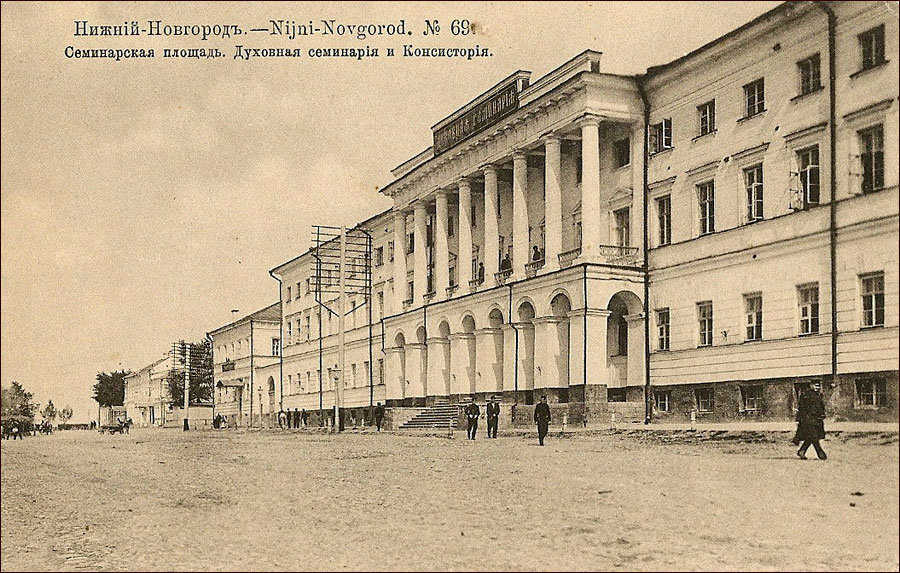
Духовная семинария на Семинарской площади

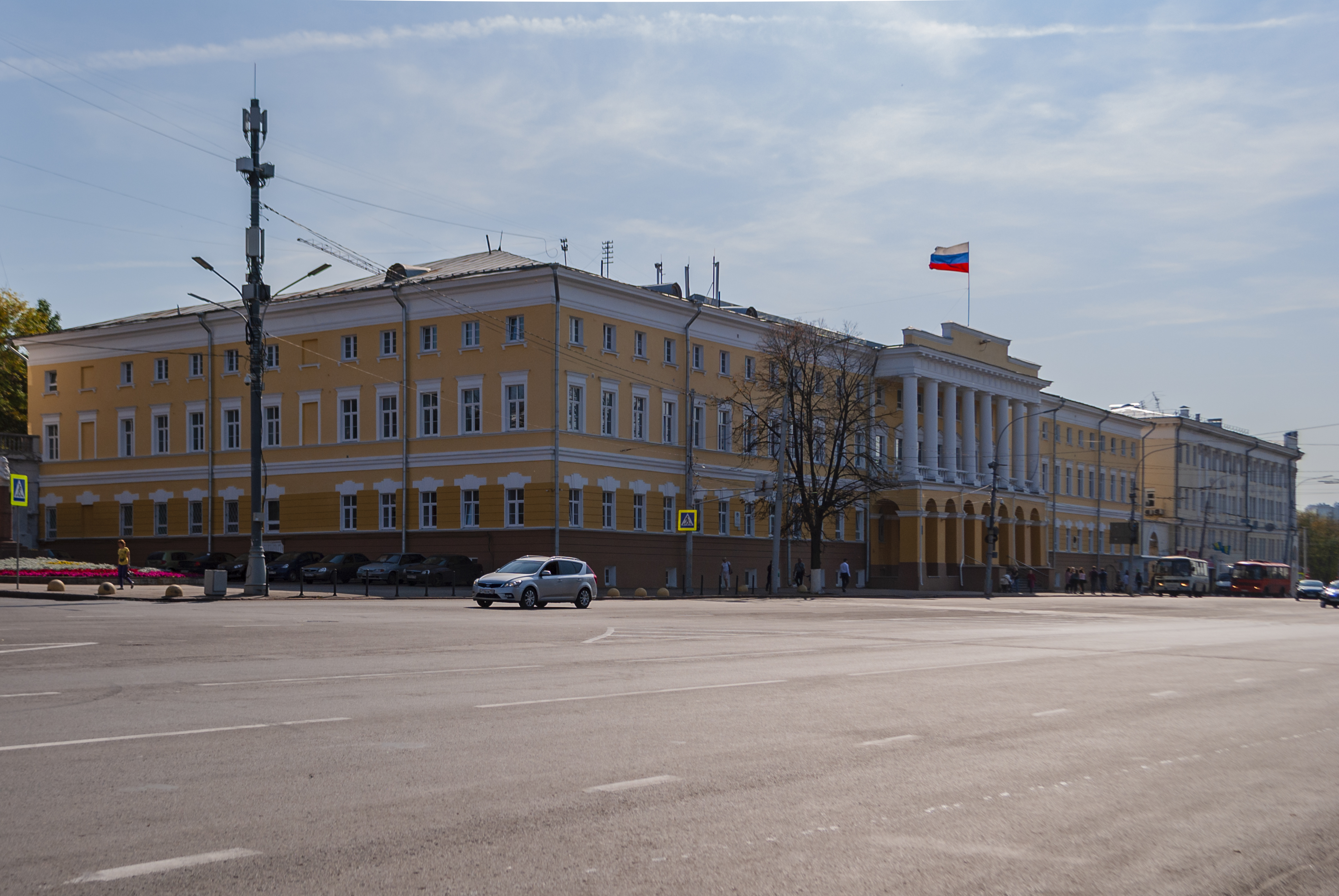
Современное состояние бывшего здания семинарии. 2-й корпус НГПУ им. К. Минина

«Духовным регламентом 1721 года» Петра I было установлено обязательное духовное образование для детей священнослужителей. Первым из епархиальных архиереев на указ императора откликнулся епископ Нижегородский и Алатырский Питирим. При архиерейском доме в Нижегородском кремле 29 марта 1721 года (в среду шестой седмицы Великого поста) были открыты две грамматические (эллино-греческая и славяно-российская) школы и одна подготовительная букварная школа. В первые две школы отобрали детей, уже имевших какую-то подготовку и показавших хорошие результаты при отборе, а в букварную направили ещё нуждающихся в подготовке (в первом наборе таких явилось большинство). С этого момента и начался отсчёт в истории первой в России семинарии, давшей стране выдающихся церковных пастырей, учёных-богословов и просветителей.
В 1743 году епископ Дмитрий (Сеченов) на свои средства купил у купеческой вдовы Пушниковой «каменное строение», и семинария была переведена на Благовещенскую площадь (ныне — Минина и Пожарского), которая впоследствии стала называться Семинарской. Семинария представляла собой комплекс из нескольких построек: 

в следующем виде: каменное здание <…>, в котором помещались четыре «школы» или класса; верхний этаж этого здания был деревянный внутри оштукатуренный и покрыт тёсом; в этом здание помещалась так же и семинарская контора. Второй каменный корпус <…> заключал в себя — в нижнем этаже хлебопекарню и баню, а в верхнем были устроены две большие комнаты для помещения казеннокоштных учеников Семинарии и две холодные комнаты для библиотеки; здание это так же было покрыто тёсом. Наконец последнее каменное здание при Семинарии была поварня осьмиугольная <…>. Кроме каменных было ещё несколько деревянных зданий: одно из них — служило помещением для учителей, остальные же здания были службами: поварня, два погреба, амбар для хлебных припасов и прочее— Добровольский М. К истории Нижегородской Духовной Семинарии // Нижегородские Епархиальные Ведомости. — 1895. — № 24: цитата по статье: Настоятели нижегородского Вознесенского Печерского и Воскресенского Ново-Иерусалимского монастырей архимандриты Иероним (Поняцкий) и Гедеон (Ильин) // Нижегородская старина. — 2005. — № 10.
В 1823 году старое здание семинарии сгорело, и на его месте в 1826—1829 годах «на казённый счет» (122 тыс. руб.) было построено новое здание с восьмиколонным фасадом, сохранившееся до наших дней. В нижнем этаже здания размещалось Нижегородское духовное училище, а также низший (словесности) и средний (философский) классы семинарии; в среднем — комнаты высшего класса семинарии, зал собрания, правление и квартиры её ректора и инспектора. Семинария находилась здесь до 1918 года, когда здание было национализировано советской властью. Однако ещё в 1880 году обсуждался вопрос о ремонте семинарских помещений, либо о перемещении семинарии в другое место.
В 1886 году в семинарии было организовано особое «Церковное Древлехранилище» (склад древней церковной утвари, облачения и книг), которое и дало начало формирования первого церковного музея. Здесь имелись старинные рукописи, старопечатные книги и документы, памятники живописи, иконографии, денежные знаки и различная церковная утварь.
Программа семинарии была насыщенной: помимо общеобразовательных специализированных предметов, преподавались различные языки: греческий, латинский, еврейский, французский и немецкий, а также точные науки: физика, математика. Кроме того, в программу были включены: живопись, иконопись и даже гимнастика.
Стройные традиции, благодарная память о первоустроителях, покровителях и наставниках, постоянное стремление к совершенствованию учебной системы и быта — всё это позволило Нижегородской духовной семинарии стать одним из лучших учебных заведений России. В её стенах возросло немало выдающихся иерархов Церкви, благочестивых пастырей, деятельных миссионеров, знаменитых учёных и проповедников:
- Нижегородская семинария стала первой ступенью духовного образования будущего епископа Сергия (Страгородского), магистра Петербургской академии, её ректора, крупнейшего ученого-богослова, будущего Патриарха Московского и всея Руси.
- На поприще церковной истории нашёл своё призвание выпускник Нижегородский семинарии Пётр Васильевич Знаменский. Его трудами до сих пор пользуются студенты духовных учебных заведений.
- Учёными изысканиями прославился и другой воспитанник семинарии — Александр Львович Катанский, труды которого до сих пор считаются одними из авторитетнейших в области литургической практики.

### После 1917 года

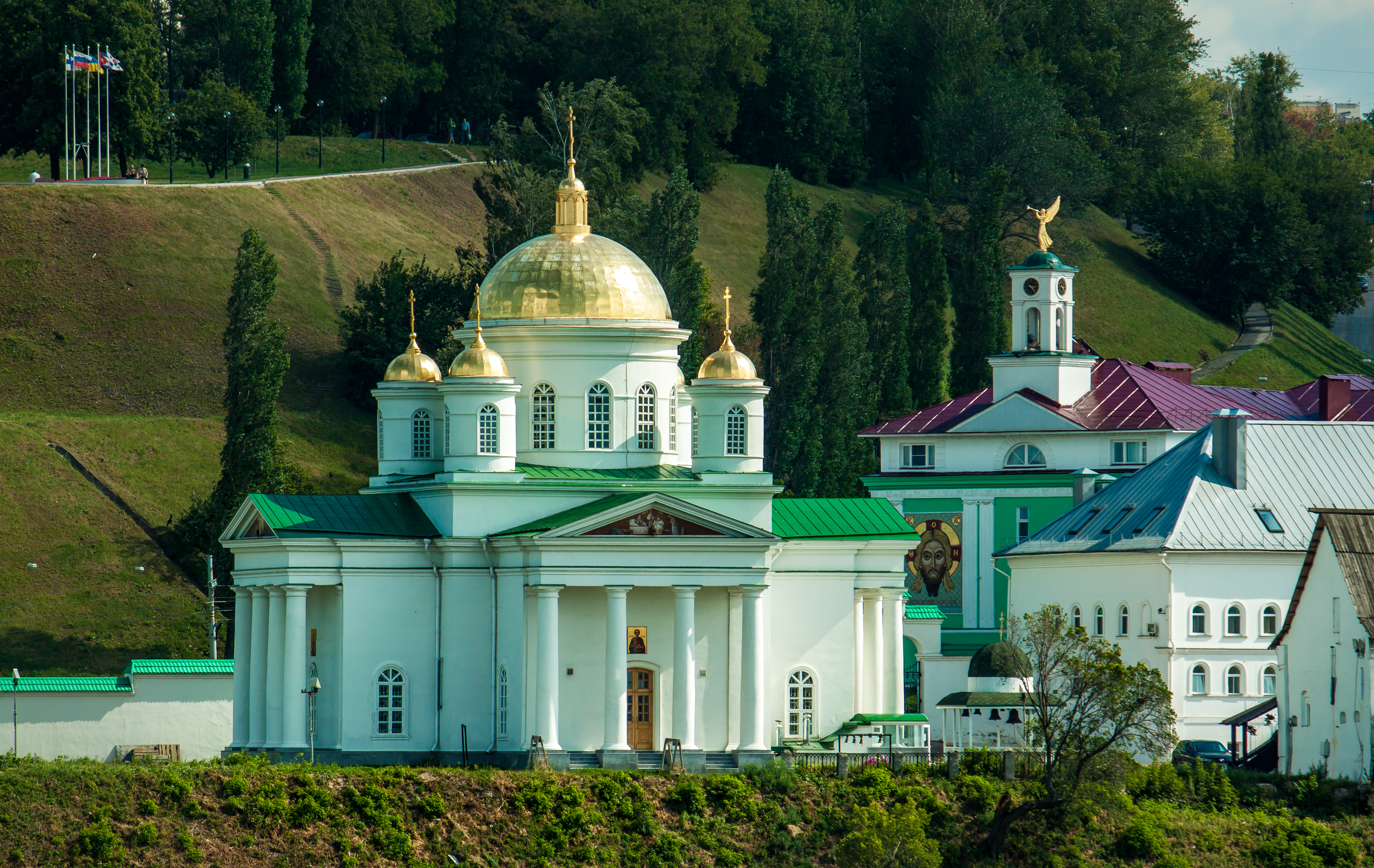
Алексеевская церковь монастыря и здание семинарии, 2014 год

Революционные события 1917 года на долгие десятилетия прервали деятельность Нижегородской семинарии. Семинарские сооружения, все ценности, богатейшая библиотека и прекрасный археологический музей были отобраны советской властью. Многое было расхищено и погибло. Семинарский храм в честь преп. Иоанна Дамаскина был разрушен до основания.
В течение 75 лет духовных школ в епархии не было. В 1993 году при возрождённом Благовещенском монастыре открылось духовное училище, работавшее с первых дней по программе семинарий. Классы, жилые помещения и библиотека с трапезной располагались в братском корпусе монастыря. Первым ректором возрожденной семинарии стал настоятель Благовещенского монастыря (тогда ещё иеромонах, ныне же епископ Ставропольский и Невинномысский) Кирилл (Покровский).

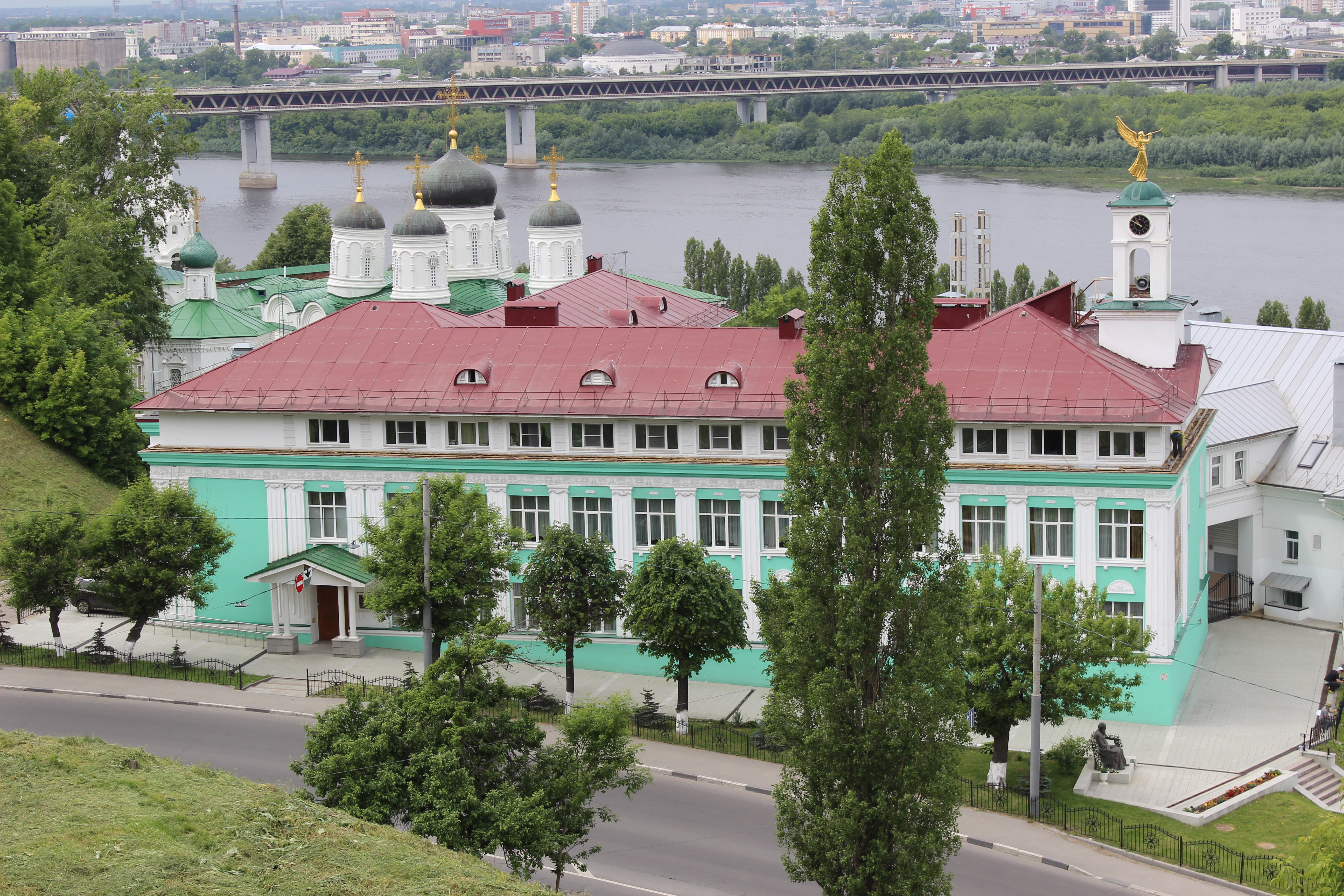
Духовная семинария и памятник митрополиту Николаю, 2022 год

В 1995 году училище было преобразовано в семинарию, получив статус высшего учебного заведения. В 1997 году семинария заняла здание учебно-производственного комбината, располагавшегося за стеной монастыря. В 2006 году завершилась реконструкция семинарского здания на Похвалинском съезде; третий этаж был определён под семинарское общежитие. В декабре 2007 года после завершения ремонтных работ на территории Благовещенского монастыря был открыт храм Святителя Алексия Московского, ставший семинарским; богослужения в нём совершаются священниками — преподавателями, руководителями и выпускниками семинарии, с непосредственным участием семинаристов, которые ежедневно несут клиросные, пономарские и другие послушания. На базе семинарии с 2007 года открыты курсы повышения квалификации для клириков Нижегородской епархии.
Помимо традиционного издания семинарского журнала «Дамаскин» издаются «Труды Нижегородской Духовной семинарии», где размещаются научные статьи преподавателей, работы студентов и новые учебные программы. Семинарией выпущено несколько сборников со стихами семинарского духовника игумена Андрея (Ярунина). После передачи библиотеке Нижегородской семинарии книжного фонда покойного митрополита Николая (Кутепова) (1977—2001) был издан в 2007 году каталог, где систематически размещены все книги фонда.
В мае 2019 года около здания Нижегородской духовной семинарии был открыт памятник приснопамятному митрополиту Нижегородскому и Арзамасскому Николаю (Кутепову). Установка бронзовой скульптуры владыки — участника Великой Отечественной войны, приурочена к 95-летию со дня его рождения и ко Дню Победы.

## Знаменитые выпускники семинарии
1787
- П. И. Каменский

1821
- Н. Ф. Раевский

1842
- А. П. Владимирский

1846
- В. И. Вербицкий

1848
- Н. И. Глориантов
- П. А. Матвеевский
- П. И. Раев
- И. Я. Охотин

1850
- М. И. Лузин
- Л. И. Полетаев

1852
- И. М. Добротворский
- А. И. Лилов
- Н. А. Виноградов

1854
- В. В. Лаврский

1856
- П. В. Знаменский

1858
- А. Л. Катанский
- Ф. Г. Елеонский
- А. И. Смирнов

1864
- В. А. Снегирёв
- Я. А. Богородский

1875
- И. С. Знаменский

1878
- М. Р. Кудрявцев

1886
- А. А. Похвалинский
- И. Н. Страгородский

1892
- А. Г. Альбицкий
- И. В. Успенский

## Ректоры
- архимандрит Константин (Борковский) (1772—1773)
- архимандрит Аггей (Колосовский) (1773—1774)
- архимандрит Иосаф (1774—1778)[2]
- протоиерей Григорий Хатунцевский (1778—1794)
- архимандрит Иероним (Понятский) (1794—1799)
- архимандрит Гедеон (Ильин-Замацкий) (1800—1802)
- архимандрит Иринарх (1803—1818)
- архимандрит Гавриил (Городков) (1818—1828)
- архимандрит Сергий (Орлов) (1828—1833)
- архимандрит Платон (Казанский) (май 1833, несколько дней)
- архимандрит Иннокентий (Некрасов) (1833—1842)
- архимандрит Аполлоний (Матвеевский) (1842—1851)
- архимандрит Феофил (Надеждин) (1851—1857?)
- архимандрит Паисий (Понятовский) (1857—1858)
- архимандрит Ювеналий (Карюков) (1858—1868)
- протоиерей Андрей Иванович Стеклов (1868—1882)[3]
- протоиерей Геннадий Васильевич Годнев (1882—1910)
- протоиерей Иоанн Померанцев (1910—1918)

После возрождения:
- Кирилл (Покровский) (6 июня 1995 — 17 августа 2004)
- Георгий (Данилов) (17 августа 2004 — 24 июля 2025)
- Василий Спирин (с 24 июля 2025) и. о.